# 蔣克
蔣克（Cheung Hak），前香港無綫電視藝員。主要在劇集中充當配角，擅長角色為衝動少年、斯文警察等。
蔣克的代表作為《阿Sir早晨》中飾演學生丁一丁，另一代表作為《鑑證實錄》中的警察陳大華（大孖），與另一演員張松枝合演孿生兄弟。
蔣克從事演藝事業於90年代初期至數年前，亦參與過電影，2003年離開無綫電視。而他現轉往內地發展，近幾年並無電視作品演出。
2018年10月9号，張松枝在微博上载一张与蒋克的合照，透露蒋克多年前已退出娱乐圈，现为一名商人。

## 演出作品

### 電視劇（無綫電視）

#### 1994年
- 阿Sir早晨 飾 丁一丁

#### 1995年
- 壹號皇庭IV 飾 探員
- 刑事偵緝檔案 飾 記者 （第一、二集）
- 刑事偵緝檔案II 飾 李細雄（檔案三：死而復活？）
- 真情 飾 青年李標炳

#### 1996年
- 五個醒覺的少年 飾 石油氣
- 900重案追凶 飾 白安淮
- O記實錄II 飾 Mac

#### 1997年
- 狀王宋世傑 飾 衙差乙
- 鑑證實錄 飾 陳大華（大孖）
- 美味天王 飾 工　人
- 保護證人組 飾  騰雞
- 刑事偵緝檔案3 飾 band友 （第15集）

#### 1998年
- 鹿鼎記 飾 孫思克
- 離島特警 飾 輝

#### 1999年
- 鑑證實錄II 飾 陳大華（大孖）
- 先生貴性 飾 實習醫生
- 狀王宋世傑貳 飾 阿 福
- 布袋和尚 飾 村　民
- 茶是故鄉濃 飾 阿 蟲
- 洗冤錄II 飾 陳七 （第十五集）
- 刑事偵緝檔案IV 飾 女死者ELLEN哥哥（第二集)

#### 2000年
- 妙手仁心2 飾 急症室軍裝警員

#### 2001年
- 倚天屠龍記 飾 惠　風
- 美味情緣 飾 攝影師
- 封神榜 飾 殷　洪（二王子）

#### 2002年
- 皆大歡喜 飾 大漢（第99集）、客人（第107集）、山賊（第111集）、食客（第116-118集）、書生（第136集）、植昇機（第178集）、老板（第193集）、馮公子（第201集）、針黹檔小販（第209集）、秀才（第231集）、觀眾（第266集）、路人（第279集）、惡婦夫（第285集）、狗主人（第312集）
- 蕭十一郎 飾 青城派弟子
- 騎呢大狀 飾 邦
- 戇夫成龍 飾 阿　豹（包家家丁）
- 七號差館 飾 阿武

#### 2003年
- 洗冤錄II 飾 蔡胜（第15集）
- 衝上雲霄 飾 阿　超（第2-3、31-32、35集）

### 電視電影（無綫電視）
- 妒火線 飾　大　炮（CID）

### 電影
- 2003年：雙雄
- 2004年：新警察故事

## 資料來源
1. ↑  蔣克–香港綠葉演員資料庫 的存檔，存档日期2008-12-11.
2. ↑  .   [2008-12-27]. （原始内容存档于2010-02-12）.
3. ↑  .   [2018-01-04]. （原始内容存档于2018-01-05）.
4. ↑  .   [2020-04-10]. （原始内容存档于2020-08-18）.